# ゲイリー・キムラ
ゲイリー・ディーン・キムラ（Gary Dean Kimura、1956年 - ）は、アメリカ合衆国のコンピュータ技術者。ワシントン大学計算機科学・工学科教授。過去にマイクロソフトで勤務していた。

## 経歴
1956年にワシントン州のシアトルに生まれる。1984年にワシントン大学を卒業後DECに就職しデヴィッド・カトラーと出会う。1988年11月7日、カトラーがDECを退職しマイクロソフトへ移る際、キムラもマイクロソフトへ移籍し、Windows NTの開発に関わる。キムラはWindows NTの開発チームに発足時から参加している。